# Botteghe medievali

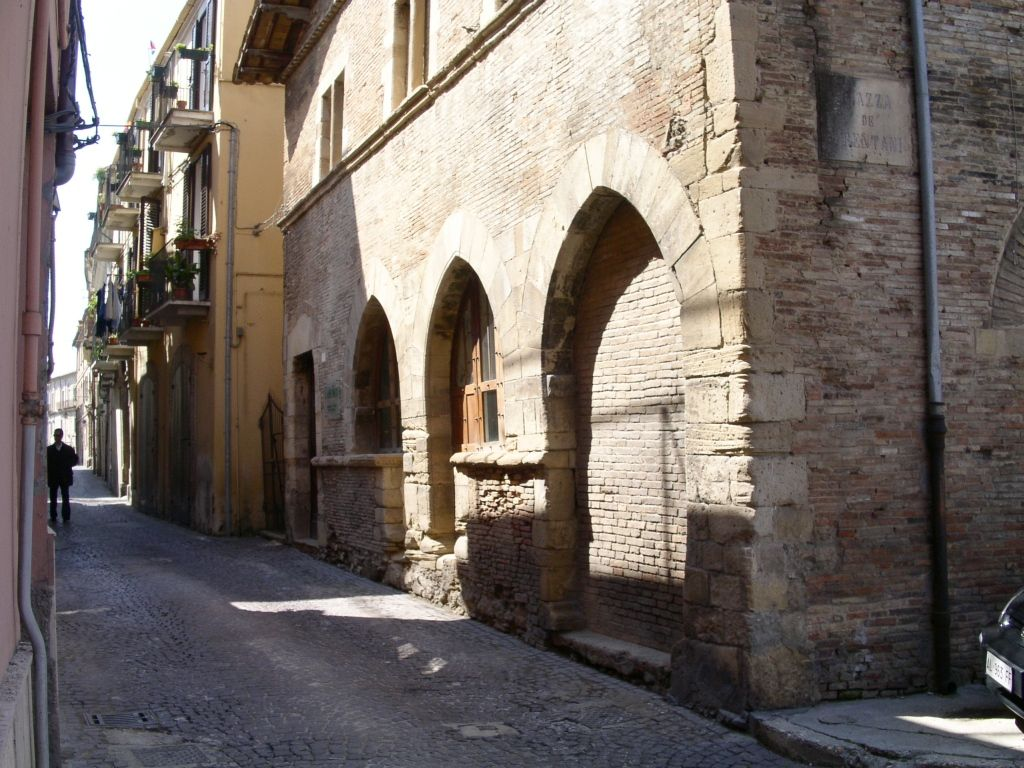
Veduta delle Botteghe venendo da Piazza dei Frentani, Lanciano

Le Botteghe Medievali, nel quartiere Lanciano Vecchio, sono l'unico esempio nella città di Lanciano di casa Medievale con Botteghe risalente al XV secolo.

## Storia
Nel Quartiere Lanciano Vecchio, il più antico della città di Lanciano, anticamente sorgevano cinque parrocchie. Oggi, di queste chiese, che erano le più antiche della città ne restano solo due. Dalla demolizione delle altre, sono stati creati degli slarghi che prendono il nome dalle chiese distrutte.
Presso il Largo San Maurizio (Oggi Piazza dei Frentani) sorge una casa con botteghe sottostanti, unico esempio di abitazione del 1400 nella Città.
Un'iscrizione muraria, tra le volte centrali, ci fa conoscere il proprietario nonché la probabile data di costruzione: Nicolaus Rubeus, mercante, 1434.

## Stile e Architettura
L'edificio, sviluppato in due piani, comprende al pian terreno la bottega del mercante, al piano superiore la propria abitazione a cui, probabilmente, si accedeva dal portale architravato.
La struttura inferiore presenta tre archi ogivali sulla facciata di Via dei Frentani e uno su sulla Piazza.
Alcuni elementi architettonici e decorativi si ispirano al gotico Borgognese, le finestre visibili al primo piano, invece, sostituirono le originali nei primi decenni del XX secolo.